# Libáň (Nasavrky)

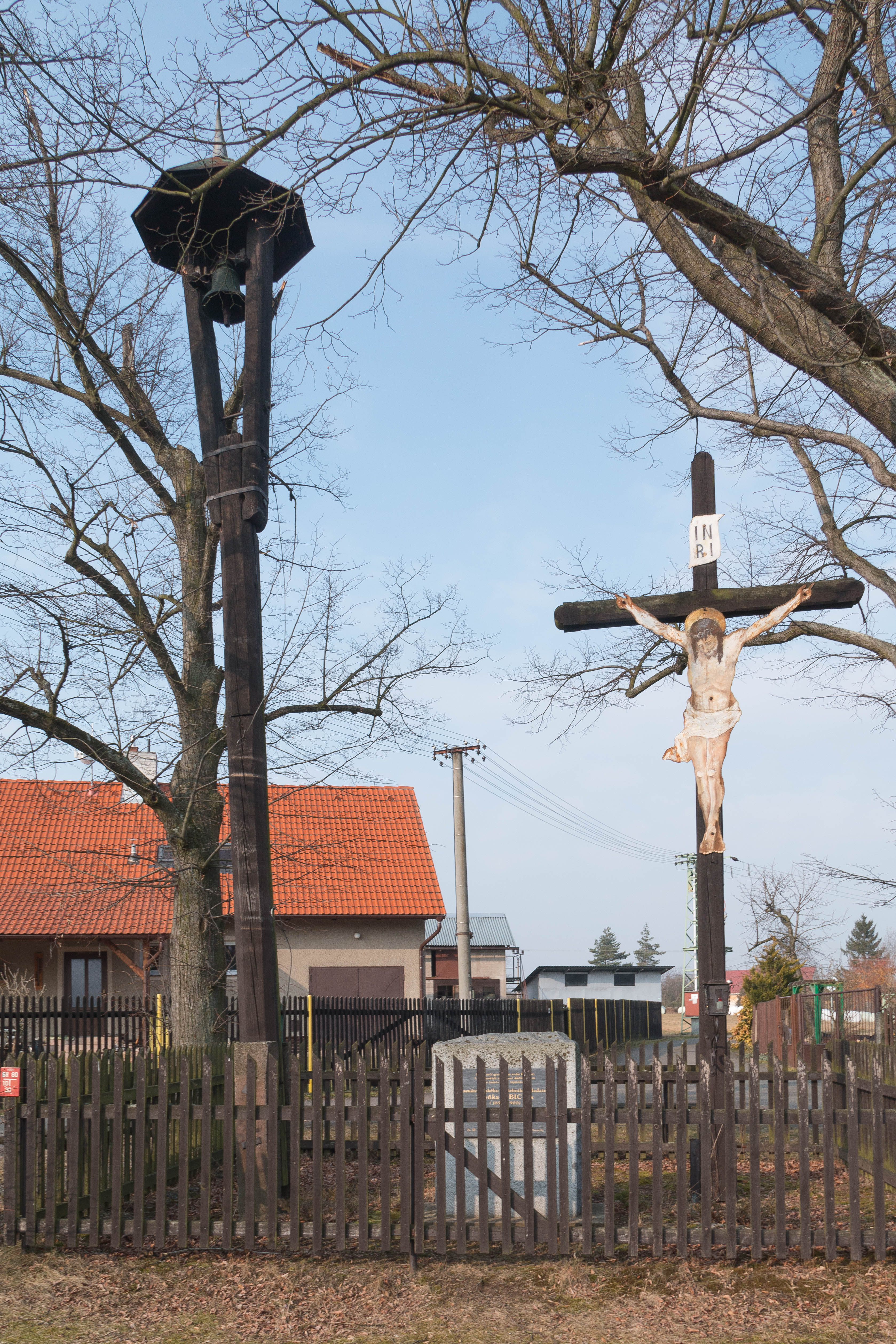
Glockenbaum, Kreuz und Fibich-Gedenkstein

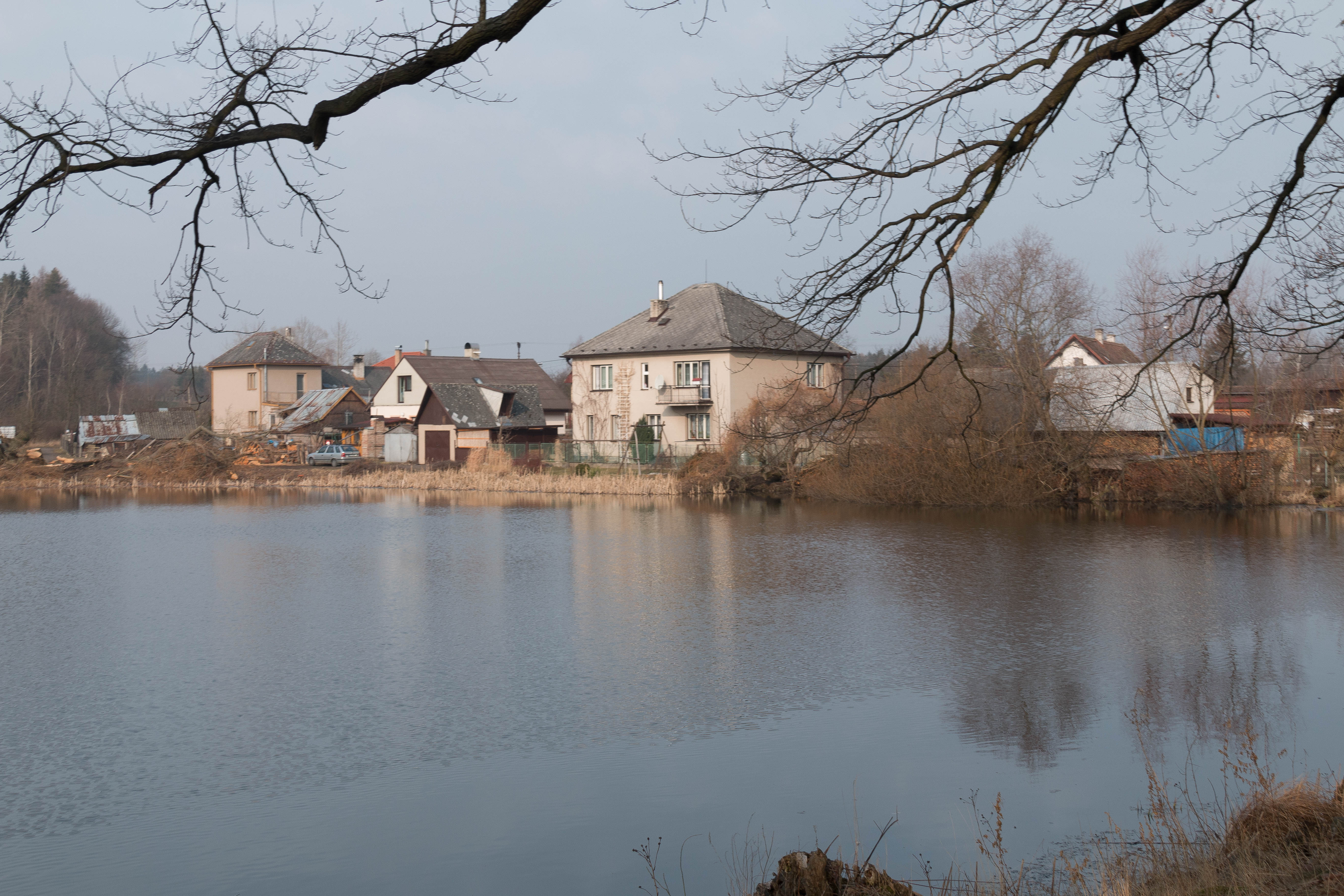
Drahotický rybník

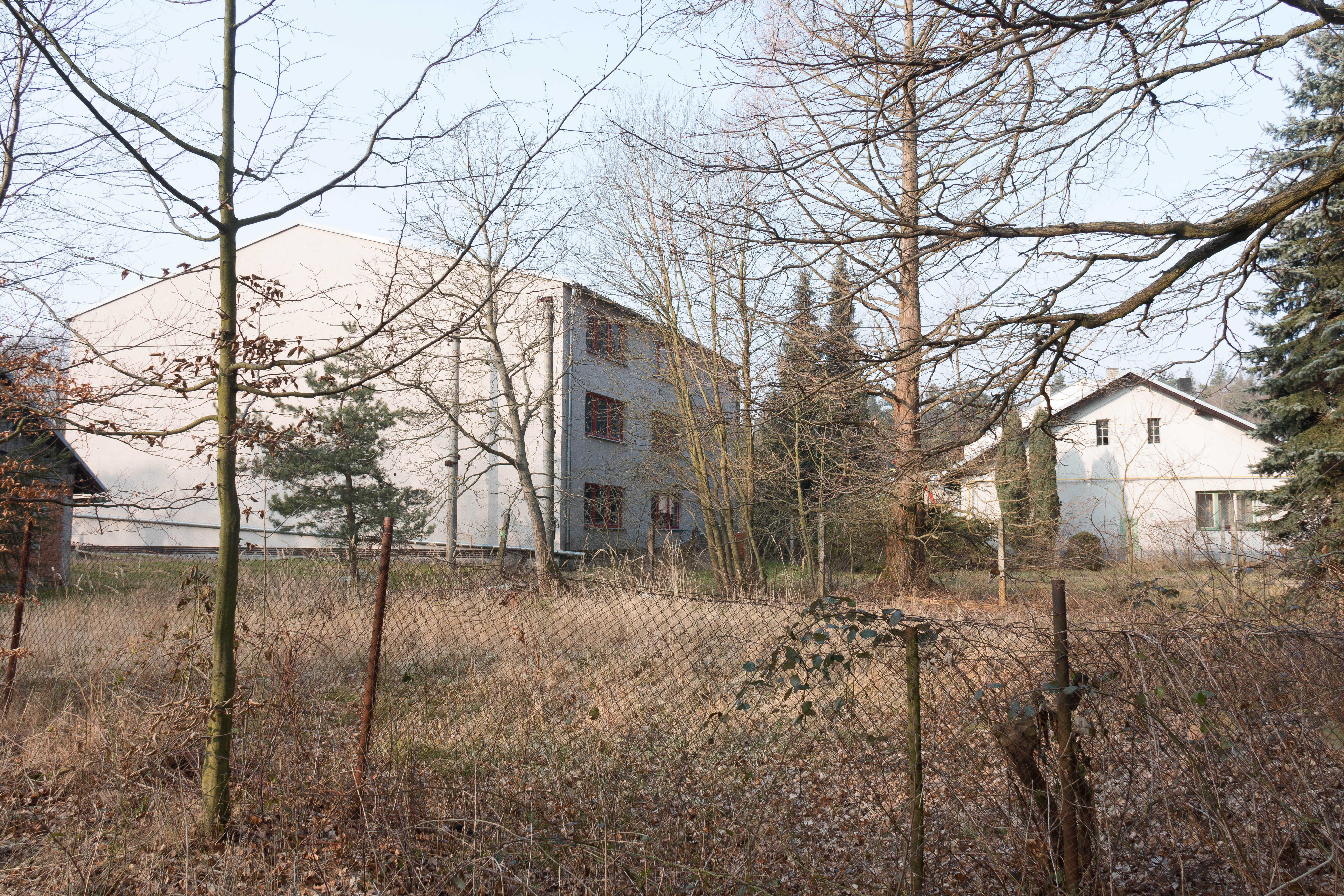
Pila u Libáně

Libáň (deutsch Liban) ist ein Ortsteil der Stadt Nasavrky in Tschechien. Er liegt drei Kilometer nordöstlich von Nasavrky und gehört zum Okres Chrudim.

## Geographie
Libáň befindet sich auf einer Terrasse linksseitig des Chrudimka-Zuflusses Libáňský potok im Eisengebirge (Železné hory). Am westlichen Ortsrand verläuft die Staatsstraße I/37 zwischen Slatiňany und Nasavrky, dahinter erstreckt sich das Landschaftsschutzgebiet CHKO Železné hory. Im südlichen Teil des Dorfes liegt der Teich Drahotický rybník. Nordöstlich von Libáň erstreckt sich ein Sumpfgebiet mit den Teichen Pařezný rybník und Hluboký rybník, das vom Libáňský potok gespeist und von den Bächen Loučenský potok und Lukavický potok entwässert wird. Einen reichlichen Kilometer nördlich befindet sich auf dem Sporn zwischen Chrudimka und Libáňský potok die Burgruine Strádov. Gegen Nordwesten erstreckt sich das Slawitzer Wildgehege (Slavická obora).
Nachbarorte sind Výsonín und Pila u Libáně im Norden, Radochlín, Vížky und Žumberk im Nordosten, Loučky, Březinka, Částkov und Prostějov im Osten, Podlíšťany und Na Křídle im Südosten, Obořice und Ochoz im Süden, Drahotice, V Limbu, České Lhotice und Hradiště im Südwesten, Liština, Křižanovice und Slavice im Westen sowie Mešiny, Licibořice, Šiškovice und Práčov im Nordwesten.

## Geschichte
Die Siedlung Libáň wurde zum Ende des 18. Jahrhunderts am Rande des Slawitzer Tiergartens (Slavická obora) durch den Besitzer der Herrschaft Nassaberg, Johann Adam von Auersperg, bei einem herrschaftlichen Waldmeisterhaus angelegt. Die erste schriftliche Erwähnung des Ortes erfolgte 1789. In den Jahren 1810 und 1811 unternahm der Waldmeister Karl Böhringer in Libáň die ersten Versuche zur Herstellung von Ahornzucker in Böhmen, die aber bald wieder aufgegeben wurden.
Im Jahre 1835 bestand das im Chrudimer Kreis gelegene Dorf Liban aus 11 Häusern, in denen 97 Personen, darunter eine protestantische Familie lebten. Liban war der Sitz eines der 12 herrschaftlichen Forstreviere, das eine Waldfläche von 440 Joch bewirtschaftete. Im Ort gab es ein herrschaftliches Forstbeamtenhaus. Zu Liban konskribiert waren die Einschichten Lischtiny (Liština) mit 2 Häusern, Limb (V Limbu) mit einem Haus, das Hegerhaus Brana (Brána) sowie die viergängige Mühle Peklo. Pfarrort war Nassaberg. Bis zur Mitte des 19. Jahrhunderts blieb Liban der Herrschaft Nassaberg untertänig.
Nach der Aufhebung der Patrimonialherrschaften bildete Libáň ab 1849 einen Ortsteil der Marktgemeinde Nassaberg im Gerichtsbezirk Nassaberg. 1864 war der Bau einer Dampfsägemühle in Liban abgeschlossen. Ab 1868 gehörte das Dorf zum politischen Bezirk Chrudim. 1869 hatte Libáň 97 Einwohner, 1890 waren es 72. Die neue fürstliche Dampfsägemühle bei Libáň wurde 1889 gegründet. Der Forstamtsbezirk Libáň wurde am 1. Januar 1895 an das Revier Slavice angeschlossen. Im Jahre 1910 lebten in Libáň 74 Personen, beim Zensus von 1921 hatte das Dorf 112 Einwohner. In den 1920er Jahren wurde Libáň zum Ortsteil der Gemeinde Ochoz. Mit der Bodenreform endete 1923 das Amt des Waldmeisters in Libáň. Seit dem 1. Juli 1985 gehört Libáň wieder als Ortsteil zu Nasavrky.  Beim Zensus von 2001 lebten in den 27 Häusern von Libáň 69 Personen.

## Gemeindegliederung
Zu Libáň gehören die Wohnplätze Brána (Brana), Liština (Lischtiny) und Pila u Libáně (Sägemühle).
Der Ortsteil ist Teil des Katastralbezirks Ochoz u Nasavrk.

## Sehenswürdigkeiten
- Burgruine Strádov, nördlich des Dorfes
- Glockenbaum und Holzkreuz mit Corpus Christi auf dem Dorfplatz. 2007 wurde davor der Gedenkstein für Zdeněk Fibich enthüllt.
- Naturreservat Strádovské Peklo, westlich von Libáň im Chrudimkatal
- Eichenallee, östlich des Dorfes entlang des Dammes der Alten Straße über den Libáňský potok
- Eichenallee, auf dem Damm des Drahotický rybník
- Eichenallee, auf dem Damm des Pařezný rybník

## Persönlichkeiten
- Zdeněk Fibich (1850–1900), der Komponist verbrachte seine Kindheit in Libáň[3]